# Motala

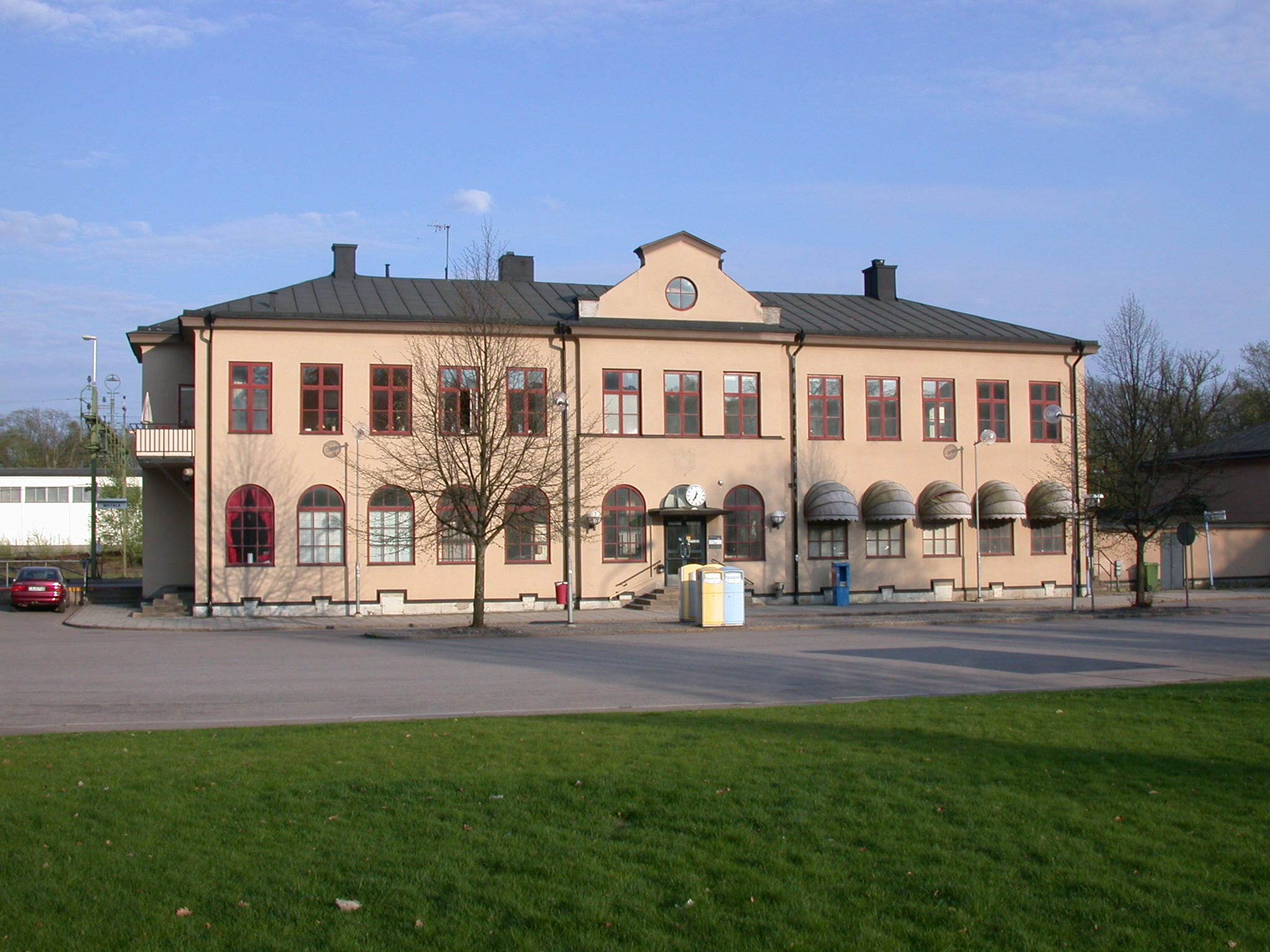
Gara

Motala este un oraș în comitatul Östergötland, Suedia, localizat pe malul lacului Vättern și Gota canal. Plaja Varamon de pe malul lacului este cunoscută sub numele de Copacabana nordului.

## Demografie
| \| Evoluția demografică a zonei urbane Motala, 1970–2015 \| Evoluția demografică a zonei urbane Motala, 1970–2015 \| Evoluția demografică a zonei urbane Motala, 1970–2015 \| Evoluția demografică a zonei urbane Motala, 1970–2015 \| Evoluția demografică a zonei urbane Motala, 1970–2015 \| \| --------------------------------------------------------------------------------------- \| ----------------------------------------------------- \| ----------------------------------------------------- \| ----------------------------------------------------- \| ----------------------------------------------------- \| \| An \| \| \| Locuitori \| \| \| 1970 \| 1970 \| \| 28.942 \| 28.942 \| \| 1975 \| 1975 \| \| 29.454 \| 29.454 \| \| 1980 \| 1980 \| \| 29.729 \| 29.729 \| \| 1990 \| 1990 \| \| 29.629 \| 29.629 \| \| 1995 \| 1995 \| \| 30.704 \| 30.704 \| \| 2000 \| 2000 \| \| 30.136 \| 30.136 \| \| 2005 \| 2005 \| \| 29.798 \| 29.798 \| \| 2010 \| 2010 \| \| 29.823 \| 29.823 \| \| 2015 \| 2015 \| \| 30.944 \| 30.944 \| \| Sursa: SCB - Statistika Centralbyrån, Folkmängden per tätort. Vart femte år 1960 - 2016 \| \| \| \| \| |      |  |           |        |
| Evoluția demografică a zonei urbane Motala, 1970–2015 |      |  |           |        |
| An |      |  | Locuitori |        |
| 1970 | 1970 |  | 28.942    | 28.942 |
| 1975 | 1975 |  | 29.454    | 29.454 |
| 1980 | 1980 |  | 29.729    | 29.729 |
| 1990 | 1990 |  | 29.629    | 29.629 |
| 1995 | 1995 |  | 30.704    | 30.704 |
| 2000 | 2000 |  | 30.136    | 30.136 |
| 2005 | 2005 |  | 29.798    | 29.798 |
| 2010 | 2010 |  | 29.823    | 29.823 |
| 2015 | 2015 |  | 30.944    | 30.944 |
| Sursa: SCB - Statistika Centralbyrån, Folkmängden per tätort. Vart femte år 1960 - 2016 |      |  |           |        |